# Kgakge / Makakung
Kgakge / Makakung is een dorp in het district North-West in Botswana. De plaats telt 279 inwoners (2011).